# Clovia lineatocollis
Clovia lineatocollis är en insektsart som först beskrevs av De Motschulsky 1859.  Clovia lineatocollis ingår i släktet Clovia och familjen spottstritar. Inga underarter finns listade i Catalogue of Life.